# Norvég-áramlat

az Északi-tenger áramlatai

A Norvég-áramlat egy az Északi-tengerből a Norvég- és a Barents-tengerbe tartó tengeráramlat. A Golf-áramlat által kiváltott és az Észak-atlanti-áramlat által továbbvitt vízáramlás rendszerének utolsó része. A Norvég-áramlat viszonylag meleg, sóban gazdag vizet szállít az arktikus régiókba.
A Skagerrakból indul ki a Balti-tenger és az Északi-tenger Jütland-áramlat által ideszállított vizétől táplálva. A Norvég-árok és Norvégia keleti partjai mentén északi irányba haladva a norvég folyókból édesvíz, az Észak-atlanti-áramlat révén pedig az Északi-tengerből meleg, sóban gazdag víz kerül bele. Nyugatról az Atlanti-óceánból érkező ellentétes irányú áramlat határolja. A két áramlat találkozásánál örvények jönnek létre, melyek jóval nagyobbak a legtöbb part-menti áramlás keltette örvényeknél.
Az áramlat többnyire 50–100 méteres mélységben halad erősen váltakozó sebességgel. A mérések szerint ez lehet 5 cm/s, de akár 1 m/s is. Az oceanográfusok szerint az áramlat átlagos sebessége 0,3–0,5 m/s. Az Északi-tenger környező vizeihez képest hideg és sóban szegény, de az arktikus vizekhez képest meleg és sóban gazdag. A hőmérséklete télen 2–5 °C, a sótartalma alacsonyabb 34,8‰-nél. Az Északi-tengerbe kerülő Atlanti-óceán vize ezzel szemben 6 °C meleg és sótartalma 35‰ felett van. 
Azokban az években, mikor télen erős az északi irányú áramlása, a Norvég-áramlat erősen csökkenti a jégképződést a Barents-tengeren.

## Ellenáramlat
A meleg felszíni áramlatnak az Atlanti-óceán mélyén van egy ellenáramlata. Egyes oceanográfusok ezt az észak-európai régiók számára "hőszivattyúként" funkcionáló rendszert törékenynek tartják, mivel a Golf-áramlat klimatikus viszonyaitól valamint a sótartalom révén a víz eltérő sűrűségétől függ. A rendszerben bekövetkezett változás először a Norvég-áramlatnál lenne észlelhető. Az oceanográfusok számítógépen igyekeznek modellezni a rendszer egészét, de eddig ellentmondó eredményeket kaptak. Az azonban világos, ha az áramlatok rendszere összeomlik, akkor egész Európában jelentősen hűvösebb lenne az időjárás.

## Fordítás
- Ez a szócikk részben vagy egészben  a   Norwegischer Strom című német Wikipédia-szócikk fordításán alapul.  Az eredeti cikk szerkesztőit annak laptörténete sorolja fel. Ez a jelzés csupán a megfogalmazás eredetét és a szerzői jogokat jelzi, nem szolgál a cikkben szereplő információk forrásmegjelöléseként.

## További információ
- Joanna Gyory, Arthur J. Mariano, Edward H. Ryan: The Norwegian & North Cape Currents. Ocean Surface Currents. Archiválva 2018. január 1-i dátummal a Wayback Machine-ben
- Jack Cook: Illustration des Norwegischen Stroms[halott link] , (Oceanus magazine - Woods Hole-i Oceanográfiai Intézet)